# Рік Тигра (срібна монета)
«Рік Ти́гра» — пам'ятна срібна монета номіналом 5 гривень, випущена Національним банком України, присвячена року Тигра — одній із тварин східного календаря, який засновано на дванадцятирічному циклі Юпітера — найбільшій планеті Сонячної системи.
Монету було введено в обіг 5 січня 2010 року. Вона належить до серії «Східний календар».

## Опис монети та характеристики
| Номінал грн. | Метал            | Маса, грам    | Діаметр, мм. | Якість виготовлення | Гурт     | Тираж, штук |
| ------------ | ---------------- | ------------- | ------------ | ------------------- | -------- | ----------- |
| 5            | срібло 925 проби | 15,55 / 16,81 | 33,0         | пруф                | рифлений | 20 000      |

### Аверс
На аверсі монети розміщено:
- угорі — малий Державний Герб України, під яким напис «НАЦІОНАЛЬНИЙ БАНК УКРАЇНИ» в оточенні стилізованого рослинного орнаменту номінал «5 ГРИВЕНЬ»;
- унизу — рік карбування монети 2010, а також позначення металу, його проби — Ag 925, маси в чистоті — 15,55 та логотип Монетного двору Національного банку України.

### Реверс

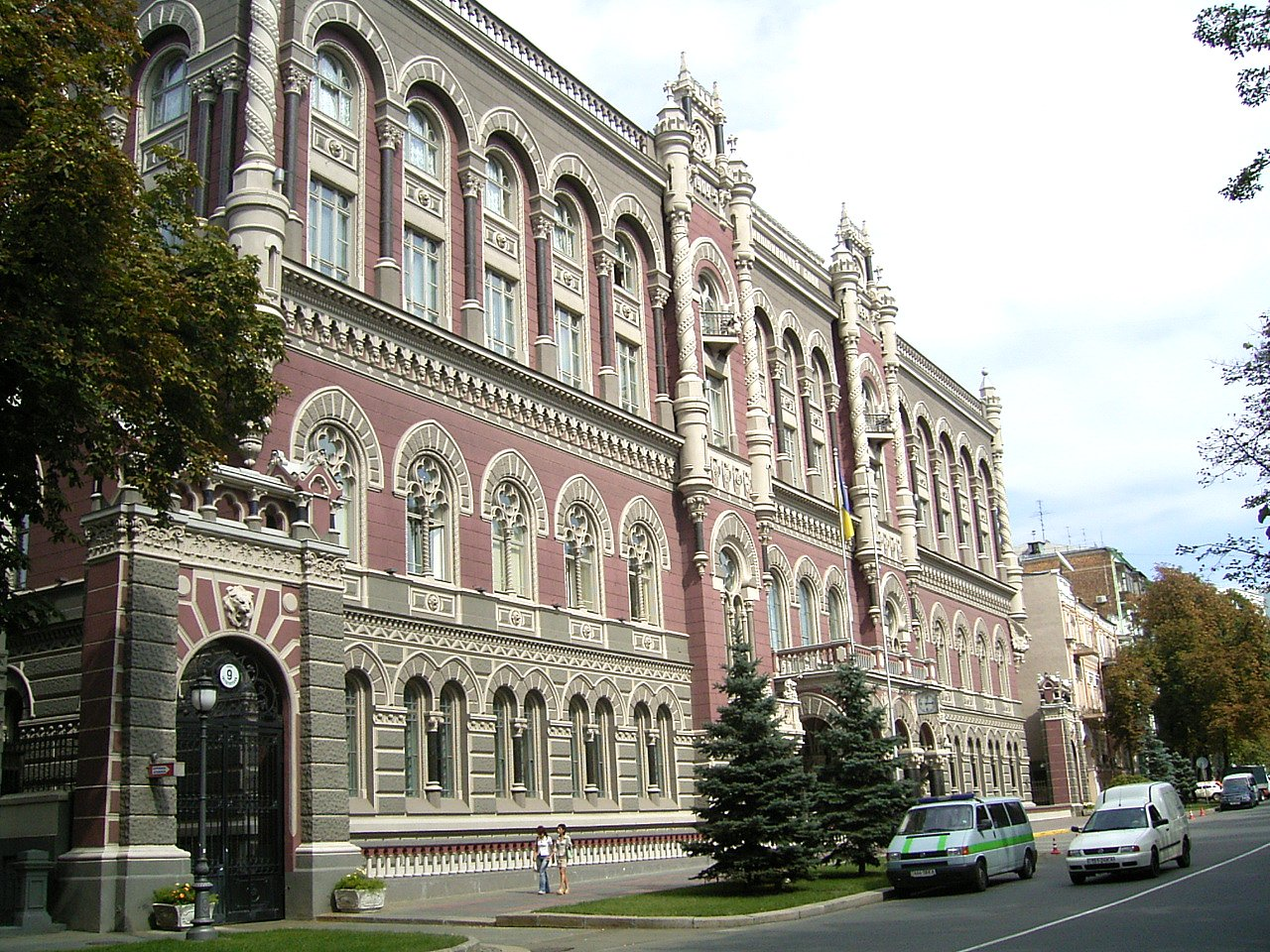
Будівля Національного банку України

На реверсі монети в оточенні стилізованого рослинного орнаменту зображено в лубочному стилі тигра (очі його оздоблені цитринами масою по 0,007 карата). Над цією композицією і під нею розміщено абрисні фігурки всіх дванадцяти символів східного календаря.

## Автори
- Художники: Таран Володимир, Харук Олександр, Харук Сергій.
- Скульптор — Анатолій Дем'яненко.

## Вартість монети
Ціна монети — 298 гривень була вказана на сайті Національного банку України в 2011 році.
Фактична приблизна вартість монети, з роками змінювалася так:
| Рік        | 2010 | 2011 | 2012 | 2013 | 2014 | 2015 | 2016 | 2017 | 2018 | 2019 | 2020 | 2021  | 2022  | 2023  | 2024  | 2025  |
| ---------- | ---- | ---- | ---- | ---- | ---- | ---- | ---- | ---- | ---- | ---- | ---- | ----- | ----- | ----- | ----- | ----- |
| Ціна, грн. | 270  | 330  | 450  | 480  | 380  | 500  | 550  | 580  | 570  | 590  | 610  | 1 200 | 1 600 | 1 800 | 2 200 | 2 500 |